# Diangi Matusiwa
Diangi Reagan Kisisavo Matusiwa, né le 21 décembre 1985 à Luanda en Angola, est un footballeur international angolais. Il évolue au poste d'attaquant au Louhans-Cuiseaux FC.

## Palmarès
Vierge